# Södertäljes historia

Södertälje stad kring 1700. Norr är till vänster.

Södertäljes historia börjar formellt med stadens grundande under tidig medeltid.

## Äldre historia
På stenåldern, omkring 4000 år före Kristus, beräknas att de första människorna kom till trakten omkring det som idag är Södertälje. Då var människorna fortfarande samlare, jägare och fiskare. Runt år 3000 f. Kr. tros bondekulturen ha nått området. När människorna började odla och hålla boskap blev de mer bofasta. Vid perioden 1500 - 400 f.Kr. fanns det ett brett sund mellan Östersjön och Mälaren som med tiden smalnade av till följd av landhöjningen. På grund av landhöjningen bildades sedermera även en sandås i sundets mitt.

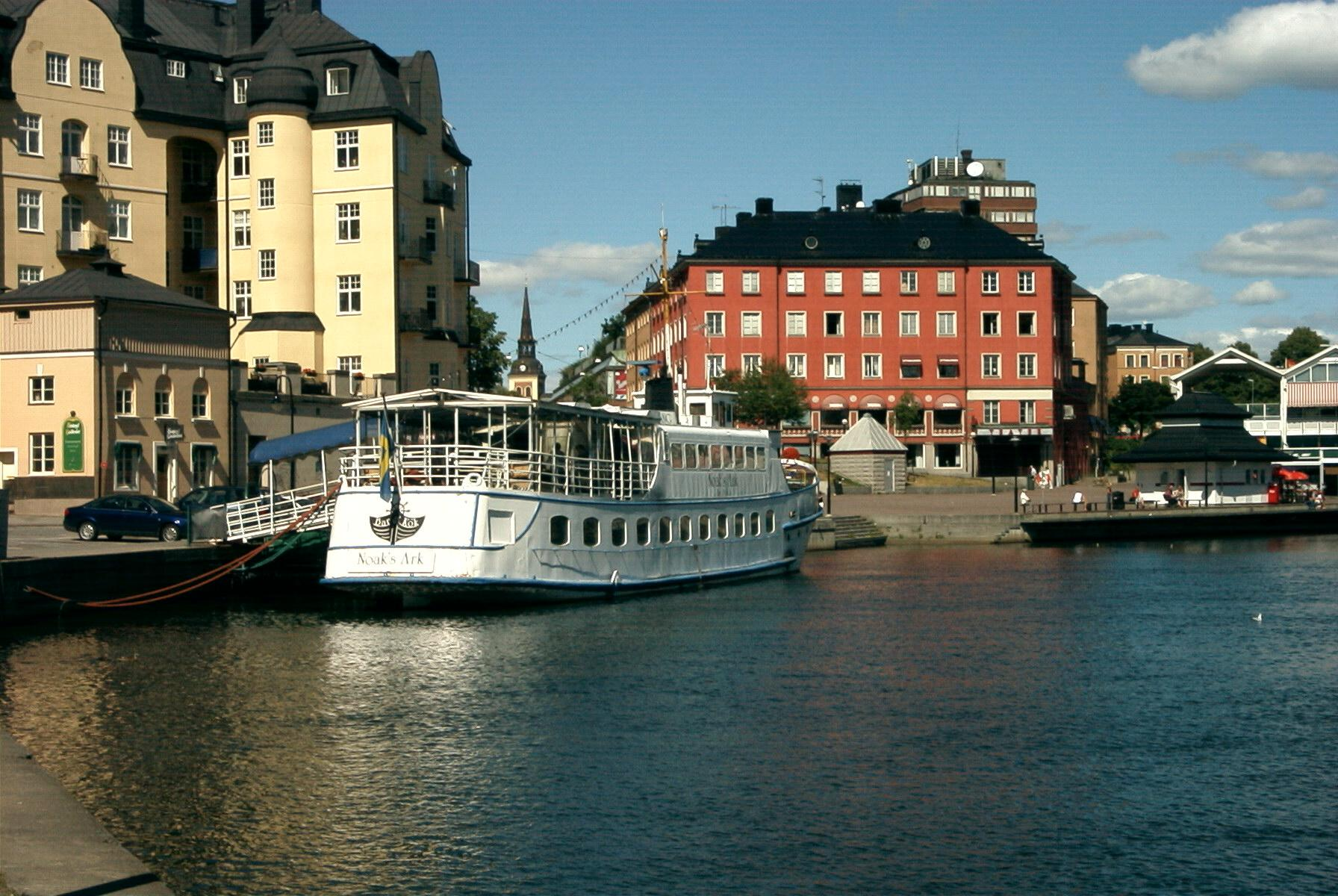
Marenplan invid Maren med Olof Palmes plats sett från Strandgatan. Karakteristiskt för många byggnader längs Strandgatan och Marenplan är att de är byggda i klassicistisk stil

Under folkvandringstiden fanns det en farled på var sida om åsen. Den västra delen hade sin sträckning ungefär där Storgatan numera ligger. Idag tros denna led vare den som kunde användas längst, på grund av terrängen omkring platsen där Sankta Ragnhilds kyrka senare kom att uppföras.
Inflyttningen till Södertälje började på allvar först på 600-talet, under Sveriges förhistoriska tid, då landhöjningen hade gjort farleden så grund att den inte längre var farbar. Emellertid var det fortfarande den snabbaste vägen in i Mälaren. Då båtarna nu behövde släpas över det trånga näset med handkraft skapades många arbetstillfällen. De genomresande var även i behov av service, vilket ytterligare bidrog till inflyttningen. Det är först vid den här tiden som det på allvar kan talas om att ett samhälle växer upp på platsen.
Den då omfattande trafiken med järnvaror från Bergslagen till Nederländerna och Tyskland fraktades i stort sett uteslutande med båt, och passerade därför Södertälje.

## Grundandet av staden
Det exakta årtalet när Södertälje fick sina stadsprivilegier är inte helt klarlagt. Dock är de flesta idag eniga om att detta inte inträffade efter år 1386. Vissa historiker menar dock att stadsprivilegier kan ha utdelats så tidigt som år 1000, men av vem är dock oklart. Första gången Södertälje omnämndes i de historiska källorna var emellertid år 1070 av Adam av Bremen då han i sitt verk Gesta Hammaburgensis Ecclesiae pontificum omnämner platsen i en beskrivning av vägen mellan Skara och Birka.
För att bevaka infarten till Södertälje och Mälaren från havet befästes Mörkös norra udde redan under 1200-talet. På 1400-talet uppfördes där ett slott som, tillsammans med stora delar av Sörmlands kust, förstördes av ryssarna under 1700-talet. Hörningsholms slott uppfördes på samma plats i mitten av 1700-talet, och är idag i privat ägo.
Hur det medeltida Södertälje såg ut vet forskare inte säkert. Emellertid antas omkring 50 personer bott i staden under 1000-talet. I slutet av århundradet byggdes en stenkyrka. Troligtvis hade den en föregångare i trä. Enligt skriftliga källor fanns också ett rådhus och ett gilleshus. Bostadshusen var troligen timmerstugor med torvtak.
Slottsholmen är en ö i nuvarande Södertälje kanal. Den ligger strax utanför stadsdelen Brunnsäng, omkring tre kilometers landväg norr om stadskärnan. Här ligger den medeltida fogdeborgen Telge Hus, som uppfördes under 1300-talet. Mellan åren 1318 och 1527 administrerades härifrån Telgehus län.  Området omfattade Öknebo, Hölebo och delar av Svartlösa härader. Arkeologiska utgrävningar har visat att borgen var omgiven av en vallgrav, samt en pålspärr som sträckt sig över stora delar av Linasundet. Mellan 1434 och 1436 ledde Engelbrekt Engelbrektsson och Karl Knutsson (Bonde) ett uppror mot Kalmarunionen och Erik av Pommern. Kungens fogdar fördrevs från sina borgar som sedan brändes. För att säkra den viktiga handeln i Mälaren försökte Engelbrekt gräva en kanal igenom Telge, ett arbete som aldrig avslutades. Med en kanal igenom Telge så skulle trafiken mellan Östersjön och Mälaren kunna ledas förbi det unionstrogna Stockholm. Engelbrekt lovade flera viktiga handelsstäder fri lejd igenom Telge. Detta lär ha upprört fogden Bengt Stensson Natt och Dag, som från början var en av Engelbrekts anhängare. Efter att Stensson beslagtog ett tyskt handelsskepp stacks Telge Hus i brand av Erik Kettilsson Puke 1435. Han var en av Engelbrekts närmaste män. 1448 utsågs Karl Knutsson (Bonde) till kung, och han påbörjade då arbetet med att återuppföra en borg på Slottsholmen. Den nya borgen fick namnet Karlsborg. Under sent 1400-tal förlorade borgen mycket av sin betydelse, och övergavs därför. Under tidigt 1500-tal beskrevs Telge Hus som ”omkullfallen”.

## 1600- och 1700-talen

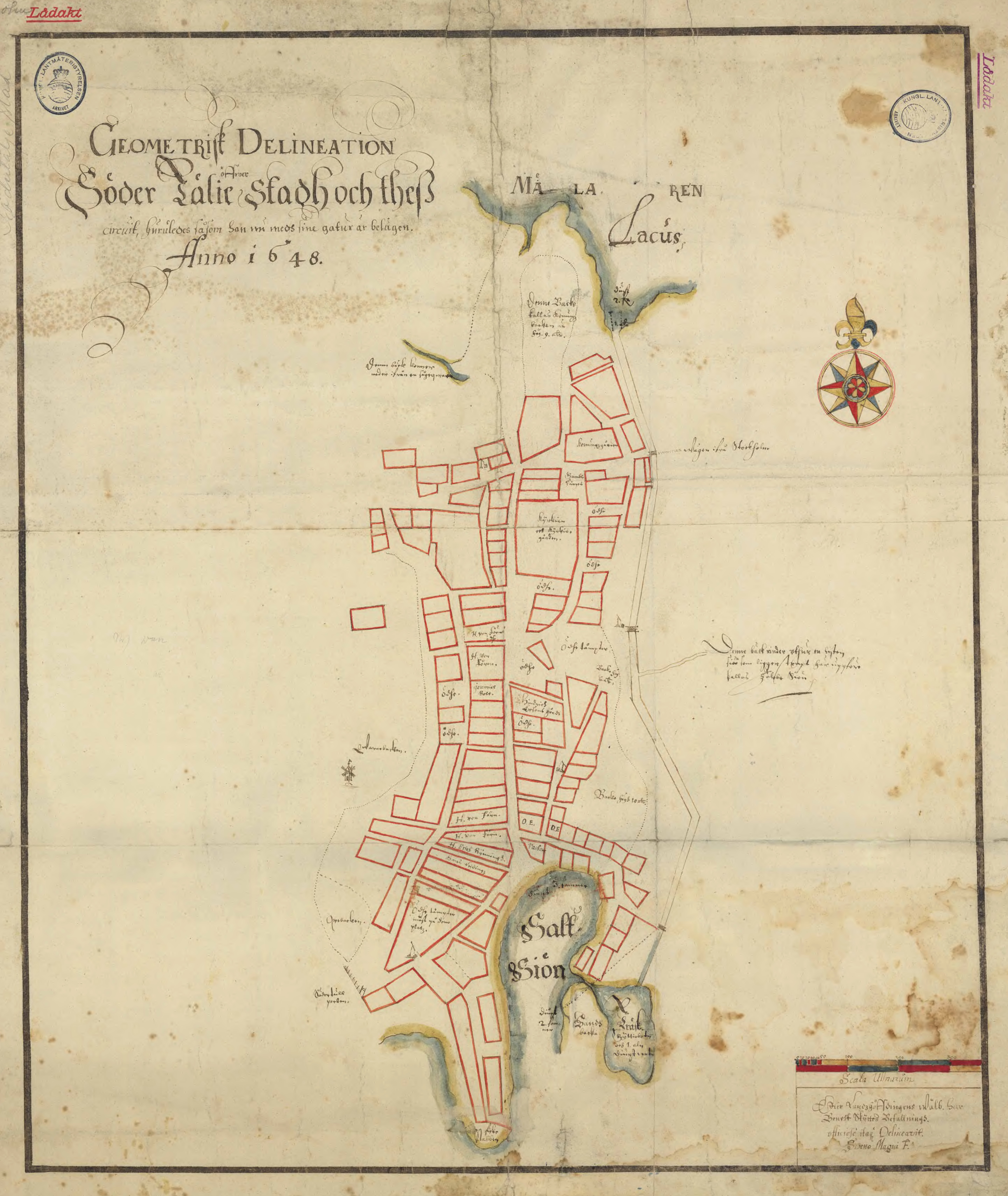
Södertälje 1648.

Hertig Karl (sedermera Karl IX) satsade aktivt på Telge som handels- och sjöfartsstad under sin tid som hertig av Södermanland, vilket bidrog till ökat byggande under den här tiden. Bland annat anlades en hamn strax söder om staden, i syfte att kunna transportera ut järnvaror ur hertigdömet utan att passera Stockholm. Efter detta var det en betydande del av landets export som gick över Södertäljes hamn.
Det första kända namnet på Södertälje var Tælgia eller Tælga (andra stavningsvarianter: Tcelghia, Tcelge) besläktat med ordet tälja i betydelsen 'skåra, inskärning, nedskärning' eller 'vik'.  I Södertäljes fall avses alltså de smala vikarna mellan Östersjön, Mälaren och själva staden. Namnets stavning moderniserades senare, och staden kom att kallas för ”Telge”. Detta namn användes ända fram till år 1622, då ordet ”söder” lades till i samband med anläggandet av Norrtälje, beläget 11 mil nordost om staden, för att skilja de två från varandra. I och med stavningsreformen som genomfördes under 1900-talets början ändrades stavningen återigen från Södertelge till Södertälje. Namnet ”Telge”/”Tälje” lever dock kvar, och är idag namnet på flera platser och företag i staden. Däribland finns Telgekoncernen, stadsdelen Tälje och det före detta Täljegymnasiet.
Från början hade staden använt S:t Olof i sitt sigill. Vid 1600-talets början ersattes han av Sankta Ragnhild. Efter sina vallfärder till Rom och Jerusalem skall hennes reliker ha begravts i Södertälje.
Sven Magnusson ritade den första kartan över Södertälje år 1648. I den norra delen visar den en oregelbunden stadsplan av medeltida karaktär där kyrkan är starkt dominerande. Sålunda kan det antas att det äldsta Södertälje låg i anslutning till kyrkan. Det medeltida torget låg även på kyrkans norra sida, till skillnad mot dagens stora torg som är beläget söder om densamma. På kartan kan dagens Storgatan, Mälaregatan samt Västra Kanalgatan ses. Detsamma gäller början till Järnagatan. Nybyggnation har sedan skett utifrån Saltsjöhamnen och Storgatan.
Under 1600-talet drabbades staden av två storbränder; år 1630 och 1650. Efter branden 1650 var förödelsen mycket stor. Alla viktiga byggnader förutom kyrkan förstördes, inklusive skolan, kursgården och rådhuset. Efter bränderna genomfördes en omfattande stadsplanereglering efter Anders Torstenssons planer. Han hade tidigare bland annat planerat Stockholms malmar. De gamla oregelbundna medeltidskvarteren ersattes nu av ett välstrukturerat rutnät. Det var i samband med detta som torget flyttades från kyrkans norra sida till den södra. Trots att kungen bestämt att staden skulle återuppbyggas medförde de knappa ekonomiska resurserna att detta tog mycket lång tid.

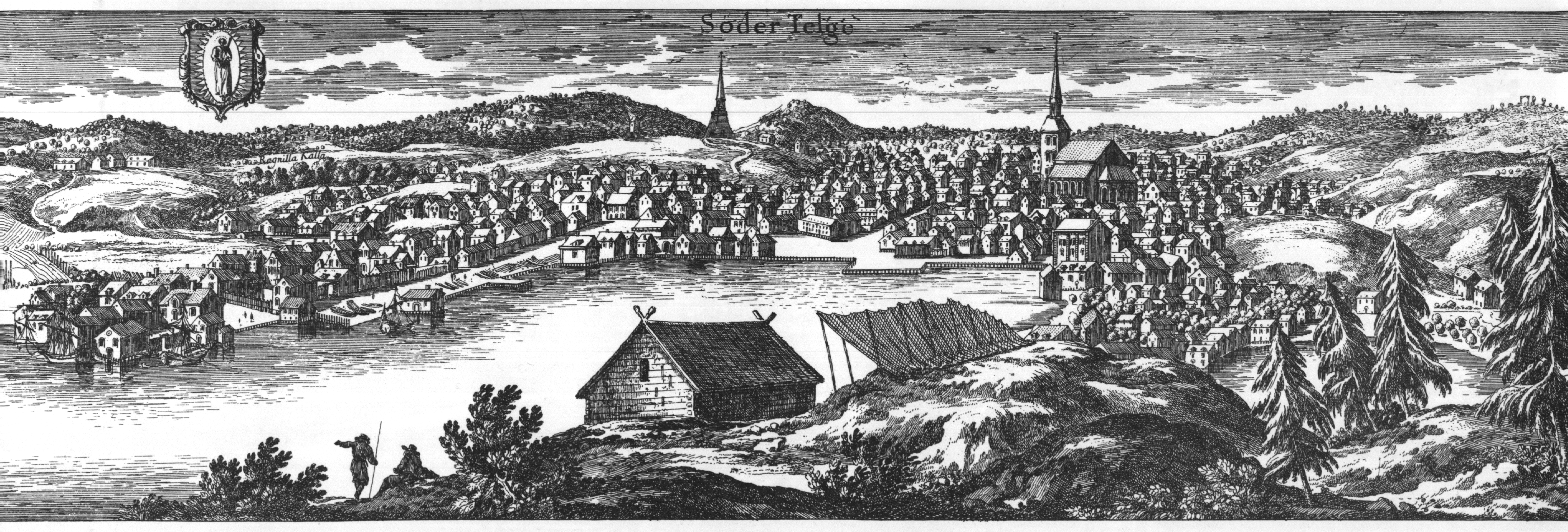
Södertälje i slutet av 1600-talet ur Suecia antiqua et hodierna

Torstenssons rutnät dominerar fortfarande stadskärnan, även om flera kvarter slogs samman under 1960-talets sanering av city. En samtida karta över planen finns inte bevarad. Emellertid ritade lantmätaren Johan Hambraeus en mycket detaljerad tomtkarta år 1700. Trots att gatorna strukturerades som ett systematiskt rutnät var flera tomtgränser inne på gårdarna oregelbundna. Detta tros vara rester av den gamla indelningen. De södra delarna av staden, samt vissa av de norra och västra har en mer oregelbunden plan. Forskare är osäkra på om detta är en anpassning till den lokala terrängen, eller om det är områden som klarat sig undan branden.
Stormaktstidens Södertälje finns också avbildat i det topografiska planschverket Suecia antiqua et hodierna (svenska: Det forna och nuvarande Sverige). Verket börjades ges ut kring 1720-talet, och innehåller 353 planscher över städer, slott och historiska platser. Det utarbetades av arkitekten och ämbetsmannen greve Erik Dahlbergh på statens bekostnad. Emellertid är det svårt att dra slutsatser baserat på detta verk då Dahlbergh ofta tog med planerade ändringar, som sedermera aldrig genomfördes. Dessutom placerades ofta icke-skalenliga människor ut i bilderna för att få byggnader att se större ut än de faktiskt var. Bilden av Södertälje är gjord någon gång mellan åren 1690 och 1710, och visar staden söderifrån. Bebyggelsen förefaller tämligen vidsträckt i sydlig riktig. Saltsjöhamnen och kyrkan är starkt dominerande.

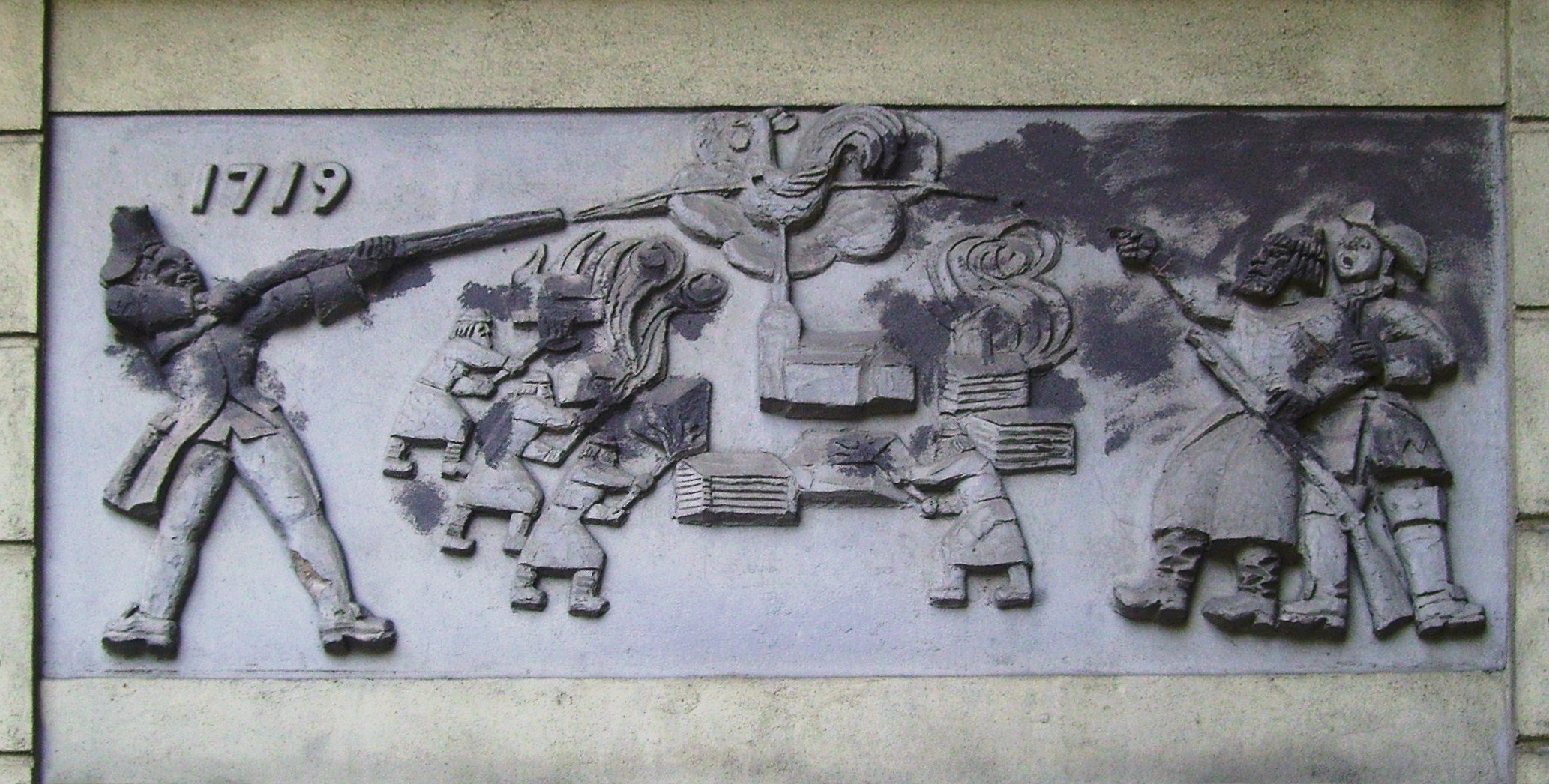
Rysshärjningarna erinras i en relief på Nya Strandhotellets fasad.

På tidigt 1700-tal drabbades Södertälje av pesten, samt involverades i det stora nordiska kriget. De ryska trupperna som slog läger vid Igelstaviken brände ner en tredjedel av staden. Dock skonades en del viktiga byggnadsverk, som Sankta Ragnhilds kyrka. Efter detta sjönk invånarantalet under 200 personer. Det gamla rådhuset återuppbyggdes. Det var den viktigaste offentliga byggnaden, och näst efter kyrkan var det den största i staden. När det färdigställts, sattes en förgylld inskription upp på en tavla i huset. Skriften, som numera finns bevarad i stadsarkivet, lyder:
Här har jag fagert grönskat långt öfver tusend' åhr.

Af Helga Drottning Ragnhilds jag mig berömma får; 

Hon byggde "upp min kyrkia, här har hon ock sin graf

Emellan Mälarns vikar och Beltens salta haf. 

Thet visa svenska skrifter och gamla permebref

Att riksdag tio gånger häruti hållen blef. 

Jag 1650 af våda kom i brand; 

Men 1719 af Ryssens mordska hand; 

Min kyrkia blef bevarat igenom himblens mackt, 

Mitt rådhus begge gånger, värdto uti aska laggt; 

Men then och all min byggnad ånyo färdig blef, 

När tusen och sjuhundra och trettiofem man skref; 

Mitt bröd jag tungt förvärfvar uti mitt lilla bo. 

Men lätt om jag får tjena min Gud och Kung med roo.

Industriell tillverkning i form av manufakturer startade under 1740-talet. Staten subventionerade detta för att öka antalet inhemskt producerade varor. Staden fick igenom detta bland annat ett kronobränneri, spinnerier, stenkärlsfabrik och tobaksodlingar. Efter detta ökade befolkningen starkt. Södertälje hade då fler än 1 000 invånare. Emellertid kom den stora inflyttningen att bidra till att många bodde mycket trångt.
Efter rysshärjningarna 1719 byggdes timmerhus runt torget, kyrkan och Storgatan. Den sistnämnda kantades av handelsmännens tvåvåningshus i trä. Småborgarnas hus byggdes istället i kvarteren bakom. Husen på Storgatan var inhägnade av staket eller plank. De uppfördes så att långsidan vette mot gatan. Fähus och uthus uppfördes inne på gårdarna. Trots att väldigt få byggnader från perioden är bevarande har forskare ändå en god uppfattning av hur staden såg ut på den här tiden. Ända fram till 1880 var i stort sett alla byggnader kring Stortorget tvåvåningshus i trä, med panel målad i ljusa oljefärger. Den äldsta bevarade profana byggnaden i Södertälje idag är det gamla rådhuset från år 1734. Mot slutet av 1700-talet byggdes det på med en våning, och försågs med panel. Det äldsta bevarade bostadshuset är byggnaden på fastigheten Sillen 4, vid kyrkans östra sida. Den uppfördes i slutet av 1700-talet, och fick ytterligare en våning under tidigt 1800-tal.

## 1800-talet

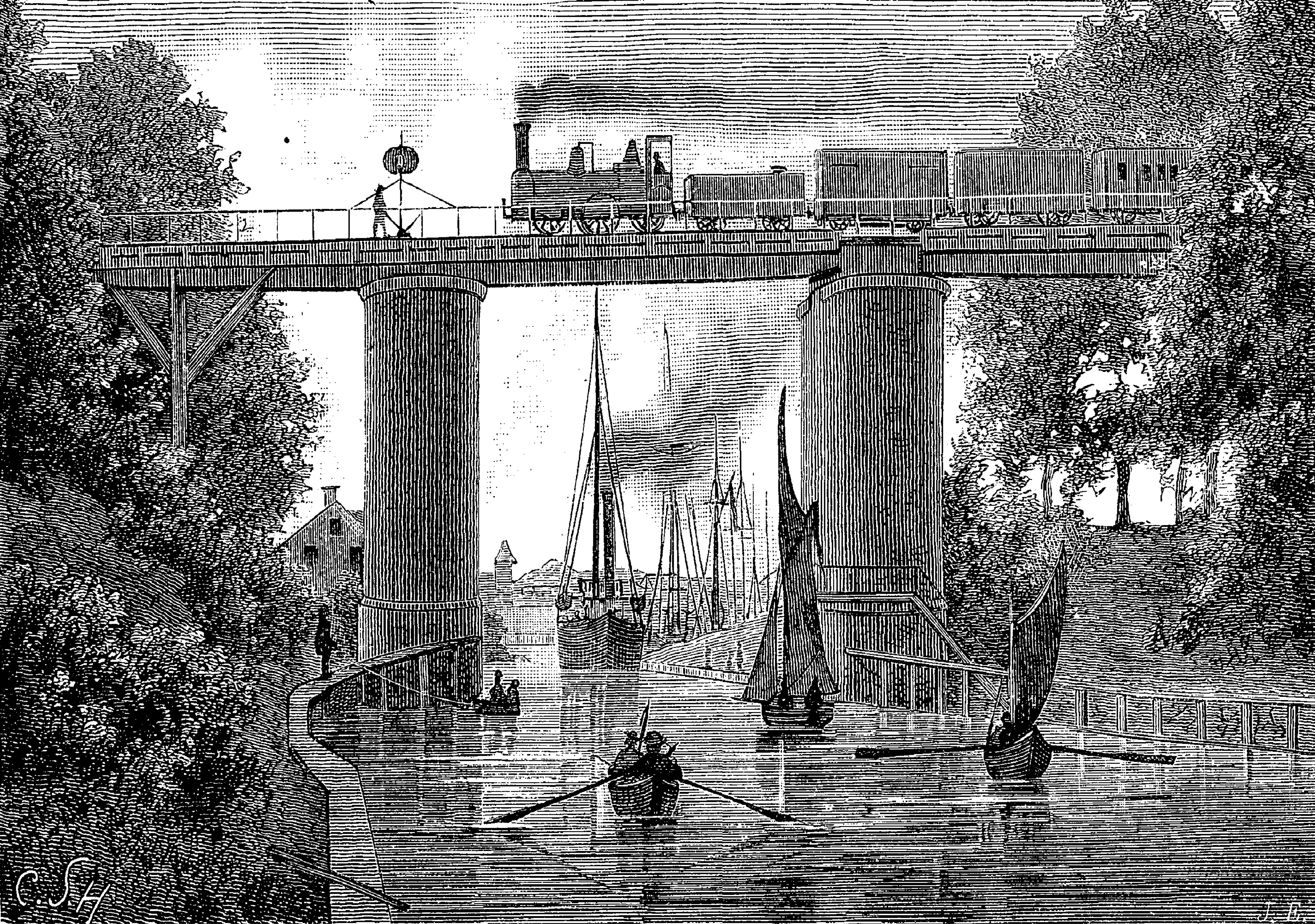
1860 fick Södertälje järnväg. Hela Västra stambanan mellan Stockholm och Göteborg stod färdig året därefter. På bilden syns den första, enkelspåriga, bron över kanalen

Vid 1800-talets början hade manufakturerna från 1700-talet lagts ner. Det enda som fanns kvar var tobaksproduktionen. Invånarantalet hade sjunkit till 960 personer, vilka främst försörjde sig på handel med jordbruksvaror.
År 1806 påbörjades byggandet av Södertälje kanal. Med den tidens mått mätt var det ett mycket stort byggprojekt. Det försåg även stadens invånare med inkomster i form av mat, logi, och försäljning av verktyg och redskap.
1819 invigdes så den nya kanalen, och för första gången på över 1000 år var vattenvägen mellan Östersjön och Mälaren öppen och farbar. Dock hade flera försök att få leden farbar gjorts ändra sedan vikingatiden. Under 1400-talet lät Engelbrekt Engelbrektsson göra vissa arbeten med att rensa upp och gräva i området. Detta färdigställdes dock aldrig. Karl XI återupptog arbetet, och byggde en kanal mellan sjön Maren i centrala Södertälje och Igelstaviken. Denna kanal underhölls dock mycket dåligt och förföll med tiden. Rester av den är dock fortfarande synliga på sina håll. Framför allt delen mellan Scanias huvudkontor och Pershagen där vattenvägen fortfarande till största del är öppen. Det var slutligen under Eric Nordewalls ledning mellan åren 1806 och 1809 som kanalen fick en sluss, och blev farbar hela vägen från Mälaren till Östersjön. Idag är vattenvägen från Landsort via Södertälje till Köping med sina 103 sjömil (190 km) Sveriges längsta lotsfarled. Under tidigt 1900-tal hade kanalen återigen blivit alldeles för smal och slingrig för dåtidens moderna fartyg. Under 1920-talet grävdes kanalen återigen om, och utrustades då även med en ny sluss. Slussen, som fortfarande är i bruk, är den största i Norden. Under 1970-talet genomfördes ytterligare breddnings- och bottenarbeten i kanalen.
Traditionen att sälja Södertäljekringlor är flera hundra år gammal. De hade sin absoluta storhetstid då staden var en populär badort, alltså omkring början på 1800-talet och framåt. De såldes till turister av så kallade Kringelgummor. När journalisten Herman Söderberg gjorde sin reportageserie om Södertälje för Svenska Familj-Journalen år 1881 beskrev han kommersen med de ”tjuserskor” som sålde Telgekringlor för 25 öre påsen. Försäljningen av kringlor, kakor och kex var på den här tiden mycket viktig för staden. År 1837 var hela 26 kringelförsäljare skatteskrivna i Södertälje. Kringelgummornas försäljningsmetoder kom dock sedermera att bli så aggressiva att de förbjöds att sälja på stadens gator. Detta medförde att stora delar av försäljningen flyttade ut till järnvägsstationen Södertelge öfre, och senare även Södertälje södra. Försäljningen på södra station höll i sig en bra bit in på 1900-talet.

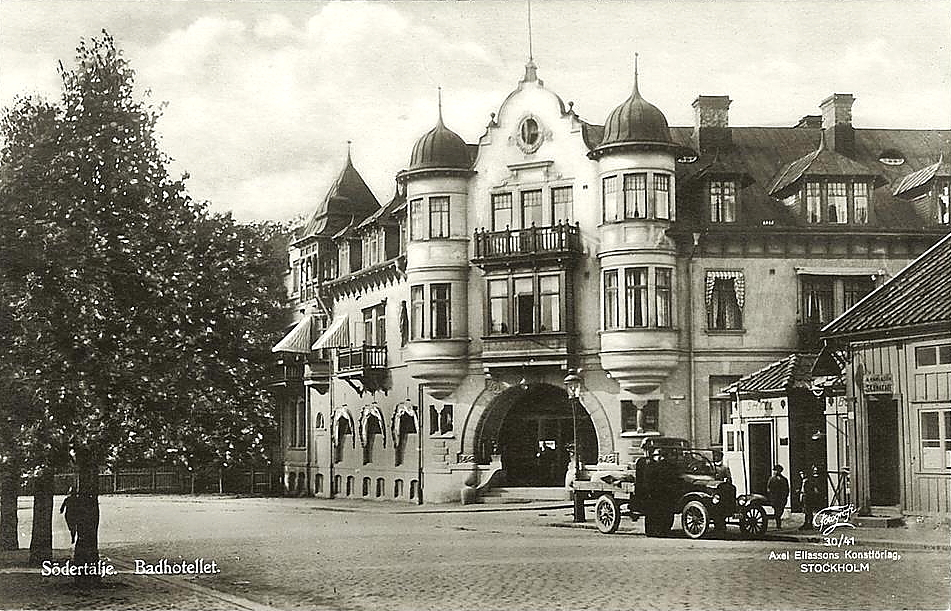
Badhotellet vid sekelskifetet 1900.

År 1849 öppnades Södertäljes kallvattenkurinrättning efter utländsk förebild. Denna förlades till Badparken, och fick ett stort parkområde från Stadsparken ända till Torekällskogen. Anläggningen hade både kall- och varmvattenkurinrättningar samt ett societetshus. Vattnet hämtades från Torekälla källa. Byggandet av järnvägen mellan Södertälje och Stockholm några årtionden senare gjorde att staden blev lättillgänglig och därigenom en av de populäraste kurorterna i landet. Många av badgästerna bodde på det berömda Badhotellet.
Ekenbergs vagnfabrik grundades 1838. De hade sina lokaler norr om kyrkan, på Storgatans västra sida. AB Atlas köpte upp företaget 1873. Familjen Ekenberg kom dock att finansiera flera andra industriföretag i staden.
År 1860 invigdes järnvägen mellan Södertälje och Stockholm vilken blev oerhört viktig för staden. Hela Västra stambanan mellan Stockholm och Göteborg stod färdig två år senare.
Under perioden öppnades flera stora fabriker. I Framnäs startades petrokemisk tillverkning år 1860. I Mälarehamnen öppnades ett bryggeri under tidigt 1870-tal vilken kom att förse staden med sockerdricka, öl och svagdricka. Den starka industriella tillväxten medförde en explosionsartad inflyttning. Mellan åren 1860 och 1875 fördubblades invånarantalet från 1729 till 3011 personer.
1866 byggdes badanläggningarna ut med ett varmbadhus. Kallbadanläggningen från 1849 revs år 1886 då den blivit omodern. Ett år senare stod en ny kallvattenkurinrättning i morisk stil klar, vilken då var sammanbyggd med varmbadhuset. På sin tid ansågs den vara en av landets mest fashionabla och moderna kuranläggningar. Badhuset och det tillhörande societetshuset låg i nuvarande kvarteret Asken. De revs 1964 respektive 1974. Hela anläggningen totalförstördes dock i en brand 1903, men återuppbyggdes på två år. 

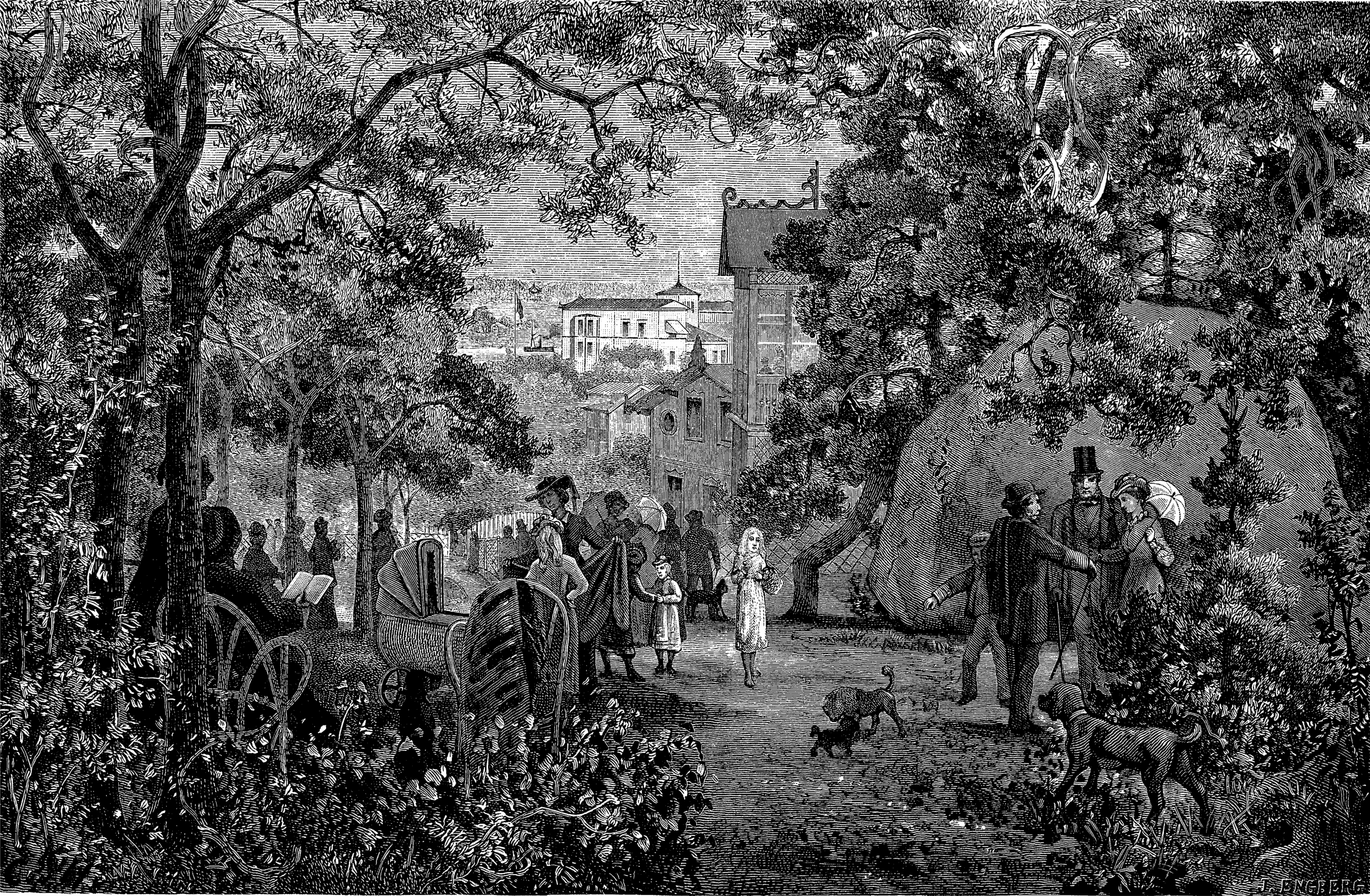
Övre Badparken var en central plats för badortssocieteten

Badanläggningen och järnvägsstationens läge bidrog till att stadens centrum vid den här tiden började flyttas alltmer i sydlig riktning. Idag är hela stråket från centralstationen över Järnagatan, Saltsjötorget, Olof Palmes plats och Storgatan kantat med butiker, restauranger och kaféer. Emellertid blir det genast glesare från omkring strax efter Sankta Ragnhilds kyrka och norrut. 
1874 tecknades ett avtal om gasleverans mellan AB Atlas och staden vilket innebar att Södertälje nu fick modern gasbelysning. Samma år beslutades det att Saltsjötorget, Järnagatan och Storgatan skulle stensättas, vilket genomfördes 1876.
Efter byggnadsstadgans tillkomst 1874 tvingades alla städer att upprätta en ny byggnadsordning. Södertäljes var färdig år 1873. Denna var betydligt hårdare reglerad än Anders Torstenssons plan från 1600-talet. Hädanefter fick nybyggda gator inte vara smalare än 40 fot (ca 12 meter). Hus fick inte heller täckas med näver, torv eller spån. De enda tillåtna materialen var tegel, skiffer, asfalt och plåt. Inom stadens gränser fick det inte heller förekomma några väderkvarnar eller badstugor. I stadgan beslutades att Södertälje skulle expandera i nord/sydlig riktning (alltså längsmed kanalen), samt i ett område öster om denna. Det antogs inte att det skulle behövas några större förändringar i stadskärnan inom någon nära stundande framtid. Utvecklingen kom dock att springa ifrån stadsplanen. Inflyttningen var under den här tiden enorm. 1860 bodde det 1 729 i staden. 20 år senare hade invånarantalet dubblats till 3 510. Mycket av bostadsproblematiken löstes med förtätning. Bland annat ersattes många av husen runt Storgatan med tvåvåningshus med brutet tak. Dessa hade någon form av affärsrörelse i markplan, bostäder ovanpå, och lagerlokaler på vinden. På 1890-talet räckte det inte längre med att förtäta de centrala delarna, utan plats började sökas lite utanför dessa för att ordna med bostäder. Eftersom det inte fanns någon kollektivtrafik att tala om lades bostäderna så nära arbetsplatserna som det var möjligt.

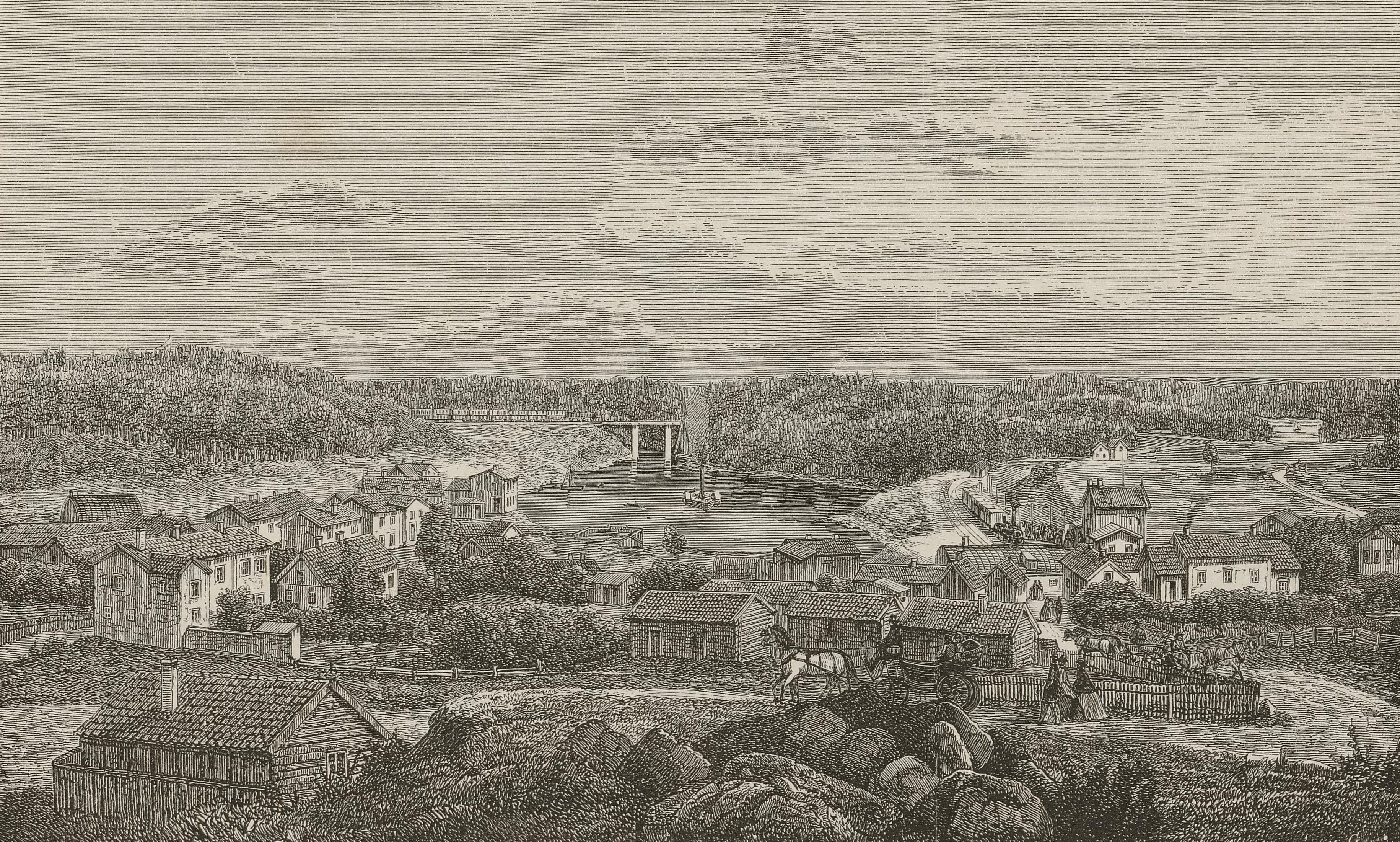
Södertälje på 1860-talet.

Tack vare industrialiseringen och badanläggningen ökade välståndet i staden snabbt. Stadsmiljön blev mer påkostad. Från att tidigare bara varit en trästad, uppfördes nu flera stora stenhus i tre eller fyra våningar. Dessa ersatte ofta äldre tvåvåningshus i trä.
Gemensamt för många av Södertäljes byggnader från 1880-talet är de präglas av nyrenässansens önskan om att använda ornament och kompositionsprinciper från europeiskt 1400-, 1500- och 1600-tal. Exempel på nyrenässansbyggnader i staden är Stadshotellet och fastigheten Saturnus 7 på Olof Palmes plats. På 1890-talet märks en slags motreaktion mot nyrenässansen i byggnationen. Istället började byggnader av ”äkta” material, såsom tegel efterfrågas. Södra Oxbacksskolan är ett bra exempel på denna byggnadstyp. 
Under 1800-talets senare del uppfördes ett flertal skolor i Södertälje. Däribland Oxbackens folkskola och läroverk, vars södra byggnad uppfördes 1883–1886. År 1894 fanns behov av ytterligare lokaler, varför en likadan byggnad uppfördes norr om skolan år 1895. Båda byggnaderna genomgick en invärtes totalrenovering mellan år 1992 och 1994, men har behållit sin ursprungliga fasad. Den allra första folkskolan i staden var dock Torekällskolan, vilken idag är belägen i korsningen av Torekällgatan och Nygatan. Den uppfördes 1869, men har igenom åren byggts om och till vid flera tillfällen. Åren 1911–1912 uppfördes också Läroverket på Erik Dahlbergs väg.
Då konjunkturen föll drabbades även Södertälje. AB Atlas lade ner sin verksamhet 1887. Från tidigare 300 industriarbetare år 1872, fanns det bara hälften kvar 1888. Detta medförde också ett minskat skatteunderlag, vilket försenade utbyggnaden av vattenledningar i staden. 1878 beviljade kungen stapelfrihet åt Södertälje (rätt att bedriva import och export), i utbyte mot att tullverket skulle få ha lokaler där. Samtidigt muddrades hamnen vid Saltsjötorget för att ge plats åt större, mer djupgående fartyg. Efter detta kom tonvikten att åter flyttas till sjöfart.

## 1900-talet fram till 1945
Vid sekelskiftet 1900 etablerades flera stora fabriker i staden: Svenska Centrifug AB (1896), AB Södertelge Verkstäder (1897), Baltic (1906), Aktiebolaget Astra Apotekarnes Kemiska Fabriker (Astra) (1913), Tobaksmonopolet (1915) och Wedaverken (1917). Mest intressant är kanske bildandet av VABIS, Vagnfabriks-Aktiebolaget i Södertelge (1891), som år 1911 slogs samman med skånska Scania och bildade Scania-Vabis. Numera använder bolaget dock endast namnet Scania.

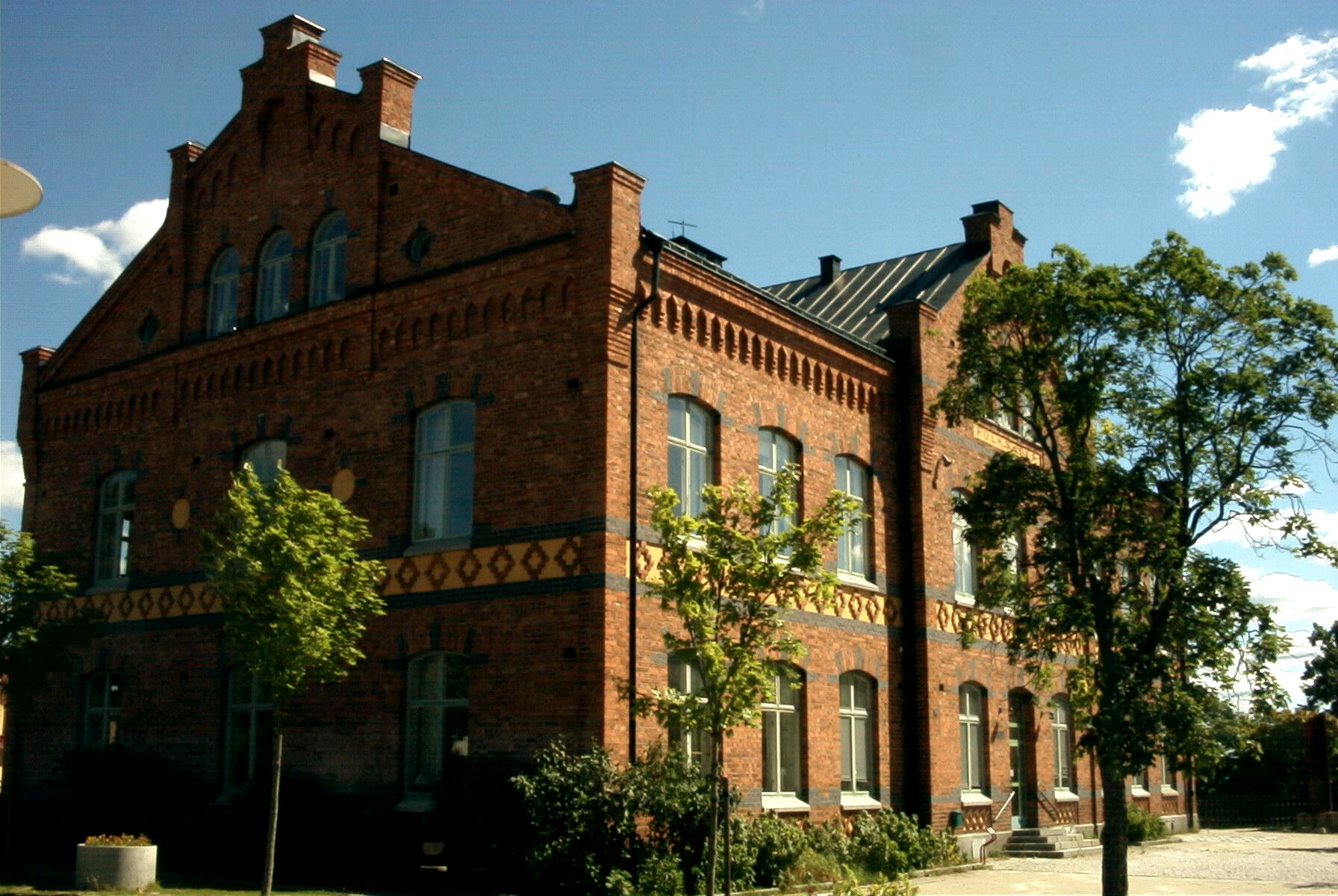
Oxbackens folkskola och läroverkets södra byggnad uppfördes år 1894-95, vilket är elva år senare än den norra byggnaden

Stadens befolkningsutveckling har efter detta varit stadigt mycket positiv, och från att år 1800 endast ha 960 invånare har Södertälje successivt växt. År 1865, innan industrialiseringen tog fart, bodde det 2 044 personer i staden. Efter fabriksetableringarna ökade befolkningen kraftigt. 1890 hade Södertälje 4 590 invånare, år 1900 var det 8 207 och 1917 hade invånarantalet ökat till 14 479. 1995 var 57 327 personer bosatta i staden. År 2000 var invånarantalet 59 342. Om den närbelägna tätorten Pershagen, vars postort är Södertälje, räknas med hade staden 61 560 invånare. Samma siffra för år 2005 var 62 493 personer.
Vid sekelskiftet 1899-1900 hade Södertälje växt till över 8 000 personer. Byggnadsstadgan från år 1880 var nu helt otillräcklig. De styrande i staden gillade inte alls utvecklingen med expansion utanför de därför avsedda områdena. 1899 fick en kommitté i uppdrag att hitta en lämplig lösning på detta. Resultatet blev bland annat att staden gick in och köpte ett par gårdar i närheten som skulle kunna upplåtas för bebyggelse.
Per Olof Hallman gjorde en ny stadsplan år 1903. Den kom att omarbetas något av Cyrillus Johansson och Albert Liljenberg år 1920. Byggnationen ökade nu kraftigt, vilket höll i sig fram till första världskriget. Stora delar av centrala staden fick ge plats åt moderna stenhus. Efter Hallmans planer sänktes också Järnagatan utmed kvarteret Uranus. Det första stenhuset enligt Hallmans planer stod klart år 1916 i kvarteret Väduren. Mellan första världskriget och år 1930 avstannade inflyttningen dock något. Befolkningen låg konstant på ungefär 15 000.
Ett elverk öppnades 1908. Vid 1918 påbörjades elektrifieringen av staden på allvar. 
Under 1900-talets början började Södertäljes invånare bygga egnahem, och flera nya stadsdelar tillkom som en följd av detta. Området öster om kanalen började också exploateras. 1907 uppfördes Södertälje sjukhus (då Södertälje lasarett) där. Sekelskiftet innebar också byggnation i jugendstil.
Nationalromantiken under 1900-talets början gjorde att inspiration hämtades från äldre dagar, såsom medeltid och vasarenässansen. Byggnaderna uppfördes med branta tak och i rödbrunt tegel, alternativt med slammade eller putsade fasader. Dessa byggnader lades dock inte i stadskärnan.
Depressionen efter första världskriget medförde stor arbetslöshet i Södertälje. Trots omfattande nödhjälp lyckades inte krisen dämpas. Stora summor investerades i gatu- och vattenledningsarbeten i syfte att öka sysselsättningen. Krisen förvärrades dock ytterligare. År 1922 öppnades det nya havsbadet, och i och med det var krisen tillfälligt över. Stadens sanitära standard förbättrades också kraftigt av det omfattande vatten- och kloakanläggningsarbetet. 1928 ersattes den gasdrivna gatubelysningen från år 1874 med el. Södertälje blev först i landet med att ha fullständigt elektrifierad gatubelysning.

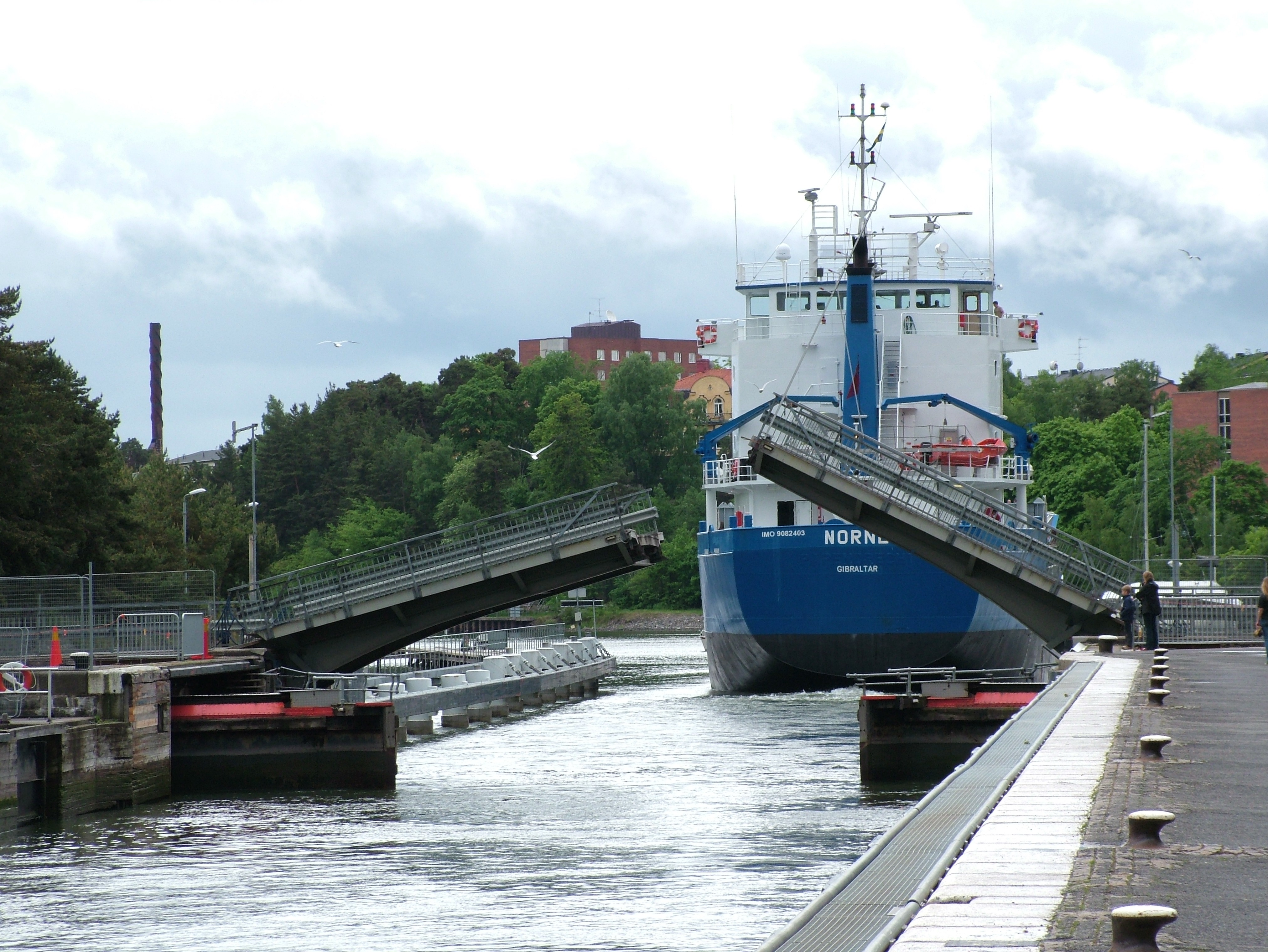
Slussen som tillkom efter kanalarbetena på 1920-talet är den största i Norden

Under tidigt 1900-tal hade kanalen blivit alldeles för smal och slingrig för dåtidens moderna fartyg. På 1920-talet grävdes kanalen återigen om, och utrustades då även med en ny sluss. 1924 invigdes den nya förbättrade kanalen. Arbetet med den hade förändrat stadsbilden radikalt. Promenadvägarna på kanalbanken som varit mycket viktiga för badortsstaden försvann också i och med detta. Bron som fanns vid gamla slussen försvann. Detsamma gällde landsvägsbron. Istället uppfördes en klaffbro nära nuvarande Mälarbron. Den nya slussen förlades lägre söderut än den gamla. Resterna av den ursprungliga slussen finns fortfarande kvar. För verksamheten runt kanalen uppfördes flera byggnader vid nya slussen, vilka utgör en enhetlig miljö som till stora delar fortfarande är bevarad. Slussen i Södertälje är den största i Norden. Under 1970-talet genomfördes ytterligare breddnings- och bottenarbeten i kanalen.
Mellan åren 1926 och 1943 saknade Södertälje en fast stadsarkitekt. Istället anlitades arkitekter på konsultbasis. En som ofta anlitades var Tore E:son Lindhberg. Han flyttade till Södertälje år 1914 och ritade flera byggnader, såväl privata som offentliga, fram till sin bortgång 1950.
Storgatan breddades 1927 i samband med en reglering av kvarteret Castor. Under 1920-talet återtogs en klassicerande byggnadsstil, efter inspiration från Tyskland och Danmark. Byggnaderna från tiden är mycket systematiska, och är i många fall indelade med pilaster. I Södertälje uppfördes många hus i denna stil.
I kvarteret Nötviveln i korsningen mellan Oxbacksgatan och S:t Ragnhildsgatan uppfördes det nya Folkets Hus år 1923. Arkitekt Lindhberg ritade den klassicistiska byggnaden, vilken kom att rivas år 1971. Emellertid kan en annexbyggnad fortfarande beskådas på platsen. Lindberg ritade även ett stort bostadshus i kvarteret Väduren. Fastigheten Väduren 10 som vetter mot Järnagatan och Saltsjötorget å ena sidan, samt Strandgatan å den andra. Längsmed Strandgatan byggdes stora affärslokaler, vilka inhyste Tullverket under lång tid. Granne med Väduren 10 ligger Väduren 5 som var ett annex till Stadshotellet.
Efter 1936 började företagen nyanställa. Sjöfarten ökade också. Detta medförde ett större skatteunderlag, som finansierade nya skolor, brandstation och liknande. Emellertid innebar den förbättrade konjunkturen och inflyttningen bostadsbrist.

## Från 1945 till idag
På 1960-talet ansågs förhållandena i Södertäljes centrala delar undermåliga. Samtidigt som staden växte, och moderna flerfamiljshus uppfördes i ytterområdena, dominerades stadskärnan av relativt små trähus. De styrande i staden beslöt sig då för att genomföra den så kallade ”citysaneringen”, där kvarteren kring den nuvarande gågatan (den bilfria delen av Storgatan) revs. En del av byggnaderna flyttades till stadsmuseet Torekällberget, som på den tiden låg väl utanför staden. Rivningarna och nybyggnationen påverkade främst området Nygatan – Storgatan (gågatan) - Köpmangatan. Däremot bevarades mycket av 17- och 1800-talsbebyggelsen omkring Olof Palmes plats, Marenplan, Saltsjötorget och Stortorget skonades dock.

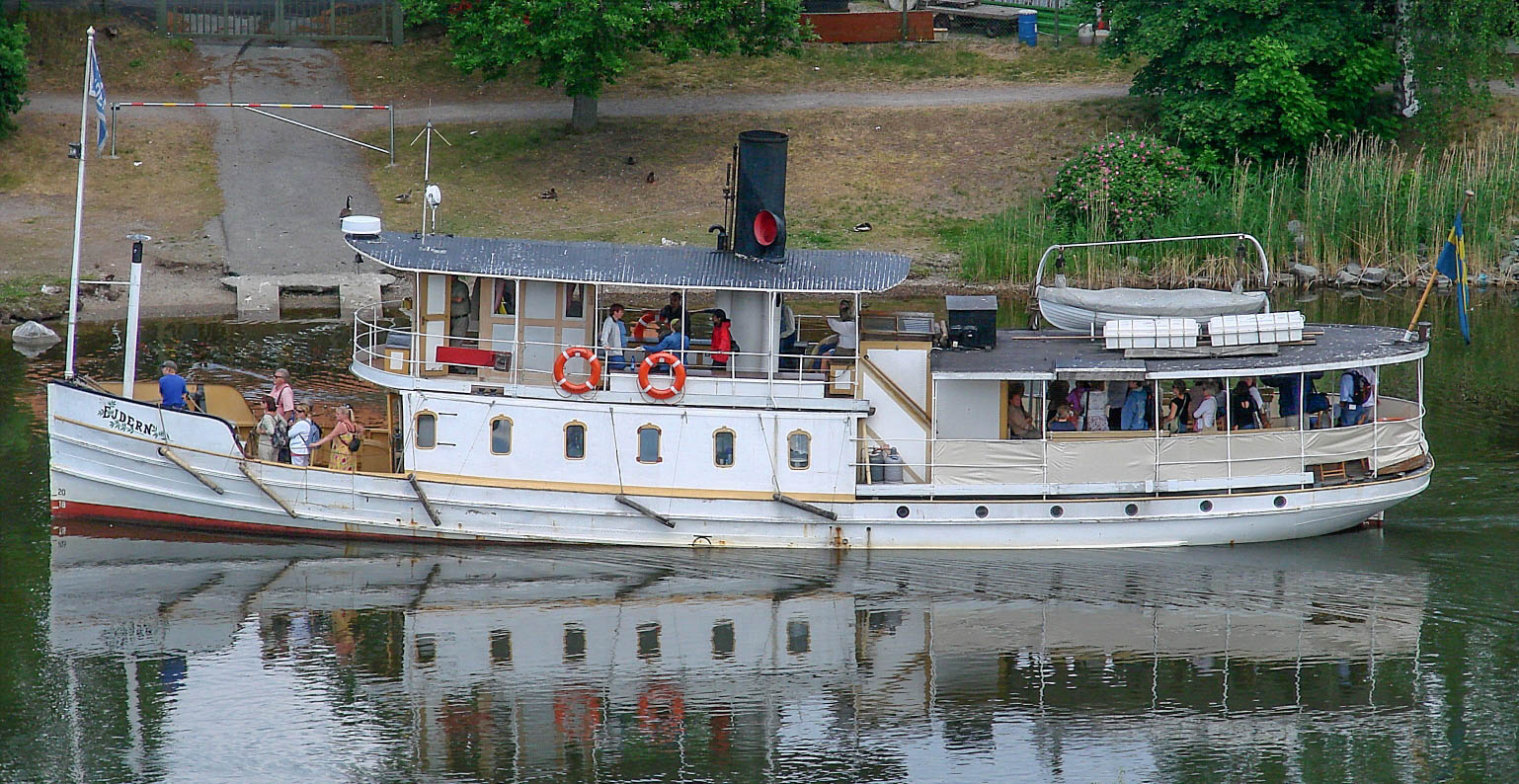
S/S Ejdern är världens äldsta propellerdrivna ångfartyg med originalmaskin. Dess hemmahamn är Södertälje

Efter detta byttes många av de gamla bostadshusen från 1880-talet ut mot moderna fyravåningshus. Mycket av detta skedde i HSB:s regi. Bland annat tillkom stadsdelen Södra. Vid tiden för detta påbörjades även arbetskraftsinvandringen. På 1950-talet hade all central mark tagit slut. Expansionskraven ledde fram till att mark söktes längre och längre ut. Områden som Saltskog, Ronna, Geneta och Bårstabergen uppfördes. På 1960-talet växte Södertälje med nästan 50 %, vilket ledde till att ytterligare expansionsbehov. Vid tiden för detta tillkom också motorvägen som går söder och öster om staden, vilket avlastade trafiken i stadskärnan markant.
1960 var Södertälje fortfarande en ganska liten stad med en i stort sett homogen befolkning på 33 000 invånare. På 1960-talet kom dock demografin i staden att förändras radikalt. Högkonjunkturen och strukturomvandlingen ledde till stordrift och ökad företagskoncentration och de stora företagen – Scania-Vabis och Astra – ropade efter folk. Mobiliseringen skedde i första hand genom rekrytering av arbetskraft i delar av landet som drabbats hårt av strukturomvandlingen, främst Norrland. När inte det räckte började arbetskraft att rekryteras och flytta hit från andra länder. Huvuddelen av den invandrande arbetskraften kom från Finland, men också Grekland, Italien och Jugoslavien. 
Många av Södertäljes invånare har finskt ursprung. Inflyttningen började på allvar redan på 1940-talet då visumtvånget upphörde, och ökade på 1950-talet i och med införandet av lagen om en gemensam arbetsmarknad i hela Norden. På 1970-talet avtog den finska invandringen. Först bosatte sig många finländare i Ronna och senare i Saltskog, men idag är de spridda över hela kommunen. Eftersom många finländare var arbetskraftsinvandrare, och industriarbetet kunde utföras utan större kunskaper i svenska, behärskar många av de äldre idag inte det svenska språket fullt ut. Finlandia och Finlandssvenska föreningen är exempel på stora lokala föreningar som organiserar folkgruppen. Det finns även en finsk pingstförsamling vid Dalparken, samt en pensionärsförening och teater. Den sverigefinska gruppen är fortfarande den överlägset största etniska minoriteten i Södertälje, precis som i Sverige i övrigt. Som följd av Irakkriget har et stort antal irakiska flyktingar bosatt sig i Södertälje och 2007 uppmärksammades det i både svenska och utländska medier att Södertälje tar emot fler irakiska flyktingar än USA och Kanada gör tillsammans.

På 1970-talet fanns det åter behov av att etablera nya bostadsområden. Eftersom de styrande i staden hade sett verkligheten springa ifrån prognoser under snart 100 års tid valde de att satsa ordentligt. I och med detta tillkom Hovsjö och Lina. Ungefär samtidigt började inflyttningen avstanna, för att nästintill upphöra helt något år senare. Därför utreddes möjligheten att helt avbryta bygget i Hovsjö. Emellertid ansågs det kostsammare än att fullfölja det. Efter detta stod staden med ett stort antal tomma lägenheter, vilket innebar möjlighet att ta emot flyktingar. På senare år har många assyrier/syrianer och armenier bosatt sig i Södertälje. Störst har inflyttningen varit i områdena Hovsjö och Ronna. Trots den mycket stora invandringen av assyrier och syrianer är den sverigefinska gruppen fortfarande den överlägset största etniska minoriteten i Södertälje
På 1980-talet byggdes mycket av det som staden idag är känd för. I november år 1985 höll konsthallen en mycket omtyckt utställning baserad på en fransk bok vid namn ”Tom Tit – La Science Amusante” (svensk titel: Tom Tits Experiment – Vetenskapliga förströelser). På grund av dess popularitet blev utställningen permanent. Idag är Tom Tits Experiment ett av Sveriges största science centers. År 1987 invigdes även det ombyggda badhuset, äventyrsbadet Sydpoolen, som tidigare varit ett mer normalt badhus, ursprungligen invigt 1964. Med cirka 400 000 besökare årligen är Sydpoolen en av landets populäraste badanläggningar.